# Kościół św. Barbary w Krzyżanowie
Kościół pw. św. Barbary w Krzyżanowie – rzymskokatolicki kościół parafialny znajdujący się w Krzyżanowie w województwie pomorskim. Jest siedzibą parafii wchodzącej w skład dekanatu Malbork I należącego do diecezji elbląskiej.

## Historia

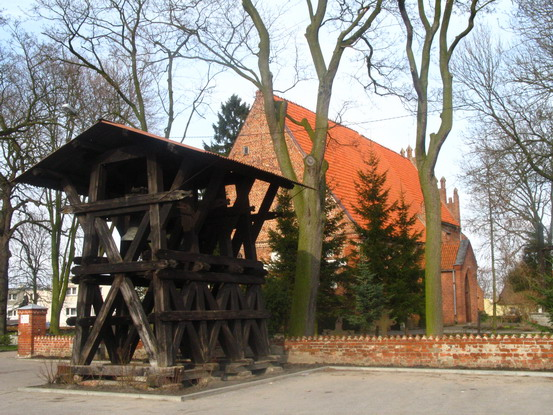
Dzwonnica

W 1319 erygowano parafię w Krzyżanowie. W 1325 rozpoczęto budowę kościoła, która trwała do 1330. W tym samym roku został on konsekrowany. W XVII i XVIII wieku świątynia była odbudowywana i remontowana po pożarze. Kościół dawniej posiadał wieżę, która zawaliła się w 1818. W XIX w. nieopodal kościoła stanęła drewniana dzwonnica, na której zawisły trzy dzwony z 1735 odlane w Gdańsku, z czego dwa mniejsze zrabowano podczas II wojny światowej. Zastąpił je dzwon z Kaczynosu i mały dzwon z kościoła w Starym Polu.

## Wnętrze
Wewnątrz świątyni znajduje się XVIII-wieczne wyposażenie. W głównym ołtarzu znajduje się obraz św. Barbary, oraz figury św. Piotra i Pawła. W górnej części ołtarza znajduje się figura Chrystusa otoczonego aniołami. W bocznych ołtarzach umieszczono obrazy Maryi oraz św. Józefa z Dzieciątkiem. Na chórze znajduje się 9-cio głosowy instrument wykonany w 1881 roku przez Augusta Terletzkiego. 